# Gwethalyn Graham
Gwethalyn Graham född 18 januari 1913 i Toronto, död 25 november 1965, var en kanadensisk författare vars roman Earth and High Heaven 1944 var den första kanadensiska boken att nå plats ett på New York Times Best Seller list. Graham vann Governor General's Awards två gånger, för sin första roman Swiss Sonata 1938 och för Earth and High Heaven 1944.
Graham var också en uttalad aktivist mot antisemitism och franskkanadensisk diskriminering. 
Som 19-åring studerade hon vid Smith College i Massachusetts men hoppade av och gifte sig med John McNaught, son till en av hennes fars affärspartner. Senare skilde de sig, och Graham flyttade till Westmount där hon blev nära vän med Hugh MacLennan, F. R. Scott, Thérèse Casgrain och Pierre Trudeau. 
Graham dog 1965 av en hjärntumör vid en ålder av 52 år.